# 加珀纳赫
加珀纳赫是德国莱茵兰-普法尔茨州的一个市镇。总面积3.51平方公里，总人口307人，其中男性148人，女性159人（2011年12月31日），人口密度87人/平方公里。